# Anacronicta infausta
Anacronicta infausta är en fjärilsart som beskrevs av Walker 1856. Anacronicta infausta ingår i släktet Anacronicta och familjen Pantheidae. Inga underarter finns listade i Catalogue of Life.